# Sprague (Washington)
Sprague az Amerikai Egyesült Államok északnyugati részén, Washington állam Lincoln megyéjében elhelyezkedő város. A 2010. évi népszámlálási adatok alapján 446 lakosa van.
Korábban felmerült a településen átfolyó Negro-patak nevének megváltoztatása, azonban erre nem került sor.

## Történet
Sprague első lakója William Newman volt, aki fogadót nyitott itt.
Az egykor a Hoodooville nevet viselő település névadója William Burrows (beceneve Hoodoo Billy). A helység később felvette John W. Sprague vasúti hivatalnok családnevét.
Sprague 1883. november 28-án kapott városi rangot. 1895. augusztus 3-án a település leégett; a Northern Pacific Railroad úgy döntött, hogy a várost nem építik újjá, így 1896. november 3-án a megyeszékhelyi rangot Sprague helyett Davenport kapta meg.

## Éghajlat
A város éghajlata mediterrán (a Köppen-skála szerint Csb).
| Hónap                         | Jan.  | Feb.  | Már.  | Ápr. | Máj. | Jún. | Júl. | Aug. | Szep. | Okt.  | Nov.  | Dec.  | Év    |
| ----------------------------- | ----- | ----- | ----- | ---- | ---- | ---- | ---- | ---- | ----- | ----- | ----- | ----- | ----- |
| Rekord max. hőmérséklet (°C)  | 13,9  | 16,7  | 22,2  | 31,7 | 35,0 | 41,1 | 38,9 | 41,1 | 36,7  | 30,6  | 20,0  | 15,0  | 41,1  |
| Átlagos max. hőmérséklet (°C) | 1,1   | 4,4   | 10,0  | 15,0 | 20,0 | 23,9 | 28,9 | 28,9 | 23,3  | 15,6  | 6,1   | 0,6   | 14,9  |
| Átlagos min. hőmérséklet (°C) | −5,6  | −4,4  | −1,7  | 0,0  | 3,3  | 6,7  | 8,9  | 8,3  | 4,4   | 0,0   | −2,8  | −6,7  | 0,9   |
| Rekord min. hőmérséklet (°C)  | −32,2 | −32,8 | −18,0 | −8,9 | −7,8 | −3,9 | −2,8 | −2,8 | −7,2  | −20,0 | −28,9 | −31,7 | −32,8 |
| Átl. csapadékmennyiség (mm)   | 37    | 28    | 32    | 25   | 30   | 26   | 13   | 9    | 13    | 25    | 42    | 46    | 326   |
| Forrás: The Weather Channel   |       |       |       |      |      |      |      |      |       |       |       |       |       |

## Népesség
A 2010-es népszámláláskor a városnak 446 lakója, 197 háztartása és 128 családja volt. A népsűrűség 164 fő/km2. A lakóegységek száma 236, sűrűségük 86,8 db/km2. A lakosok 94,2%-a fehér,  2%-a indián, 1,6%-a ázsiai,  0,4%-a egyéb, 1,8%-a pedig kettő vagy több etnikumú. A spanyol vagy latino származásúak aránya 3,6% (   )
A háztartások 26,4%-ában élt 18 évnél fiatalabb. 51,8% házas, 9,1% egyedülálló nő, 4,1% egyedülálló férfi, 35% pedig nem család. 32,5% egyedül élt; 15,2%-uk 65 éves vagy idősebb. Egy háztartásban átlagosan 2,26 személy élt; a családok átlagmérete 2,81 fő.
A medián életkor 46,5 év volt. A város lakóinak 23,1%-a 18 évesnél fiatalabb, 4,9% 18 és 24 év közötti, 19,9%-uk 25 és 44 év közötti, 32,5%-uk 45 és 64 év közötti, 19,5%-uk pedig 65 éves vagy idősebb. A lakosok 51,1%-a férfi, 48,9%-a pedig nő.

## Nevezetes személy
- Eugene E. Lindsey, pilóta

## Fordítás
- Ez a szócikk részben vagy egészben  a   Sprague, Washington című angol Wikipédia-szócikk ezen változatának fordításán alapul.  Az eredeti cikk szerkesztőit annak laptörténete sorolja fel. Ez a jelzés csupán a megfogalmazás eredetét és a szerzői jogokat jelzi, nem szolgál a cikkben szereplő információk forrásmegjelöléseként.